# 諾特環
諾特環是抽象代數中一類滿足升鏈條件的環。希爾伯特首先在研究不變量理論時證明了多項式環的每個理想都是有限生成的，隨後埃米·諾特從中提煉出升鏈條件，諾特環由此命名。

## 定義
一個環{\displaystyle A}稱作諾特環，若且唯若對每個由{\displaystyle A}的理想構成的升鏈{\displaystyle {\mathfrak {a}}_{1}\subset {\mathfrak {a}}_{2}\subset \ldots ,\subset {\mathfrak {a}}_{n}\subset \ldots }，必存在{\displaystyle N\subset \mathbb {N} }，使得對所有的{\displaystyle n,m\geq N}都有{\displaystyle {\mathfrak {a}}_{n}={\mathfrak {a}}_{m}}（換言之，此升鏈將會固定）。
另外一種等價的定義是：{\displaystyle A}的每個理想都是有限生成的。
將上述定義中的理想代換為左理想或右理想，可以類似地定義左諾特環與右諾特環。{\displaystyle A}是左（右）諾特環若且唯若{\displaystyle A}在自己的左乘法下形成一個左（右）諾特模。對於交換環則無須分別左右。

## 基本性質
- 若{\displaystyle A_{1},A_{2}}是諾特環，則其直積{\displaystyle A_{1}\times A_{2}}亦然。
- 若{\displaystyle A}是諾特環，{\displaystyle I\subset A}是任一理想，則其商環{\displaystyle A/I}亦然。
- 若{\displaystyle A}是諾特環，則其上的多項式環{\displaystyle A[X]}及冪級數環{\displaystyle A[[X]]}都是諾特環。
- 若{\displaystyle A}是交換諾特環，則其對任一積性子集{\displaystyle S}的局部化也是諾特環。
- 若{\displaystyle A}是交換環，{\displaystyle {\mathfrak {q}}\subset A}為一有限生成理想，且{\displaystyle A/{\mathfrak {q}}}是諾特環，則其完備化{\displaystyle {\widehat {A}}=\lim _{n}A/{\mathfrak {q}}^{n}}也是諾特環。
- 一個左（右）阿廷環必定是左（右）諾特環。

## 例子
- 整數環{\displaystyle \mathbb {Z} }是諾特環。
- 對任意的域{\displaystyle k}，多項式環{\displaystyle k[X_{1},\ldots ,X_{n}]}及其商是諾特環。這是代數幾何中最常見的情形。

以下是非諾特環的例子：
- 考慮有可數個變元的多項式環{\displaystyle k[X_{1},X_{2},\ldots ]}，並考慮升鏈{\displaystyle (X_{1})\subset (X_{1},X_{2})\subset \cdots \subset (X_{1},\ldots ,X_{n})\subset \cdots }，此升鏈不會固定。
- 考慮{\displaystyle \mathbb {R} }上的全體連續函數，它們在逐點作乘法下構成一個環。考慮升鏈{\displaystyle I_{n}:=\{f:x\geq n\Rightarrow f(x)=0\}}，此升鏈不會固定。

### 诺特群环
考虑一个群和一个环上的群环。如果环是一个交换环，群环是一个左诺特环当且仅当它是一个右诺特环。这是因为，此时群环的左、右理想之间存在自然的一一对应。对于非交换环这个结论不再成立。如果群环是一个左/右/双边诺特环，那么它的环是左/右/双边诺特环，并且它的群是一个诺特群。反之，如果任意诺特交换环以及多循环群被有限群的群扩张构成的群环都是双边诺特环。